# Spirulidae
Spirulidae zijn een familie van weekdieren uit de klasse van Cephalopoda (inktvissen).

## Geslachten
- Spirula Lamarck, 1799

### Synoniemen
- Lituus Gray, 1847 => Spirula Lamarck, 1799
- Spirulea => Spirula Lamarck, 1799